# Smogolice
Smogolice [smɔɡɔˈlit͡sɛ] (tiếng Đức: Bruchhausen)  là một ngôi làng thuộc khu hành chính của Gmina Stargard, thuộc huyện Stargardzki, Zachodniopomorskie, ở phía tây bắc Ba Lan. Nó nằm khoảng 10 kilômét (6 mi) phía tây bắc Stargard và 25 km (16 mi) về phía đông của thủ đô khu vực Szczecin.
Ngôi làng có dân số 87 người.